# Pfarrkirche Matzleinsdorf (Niederösterreich)

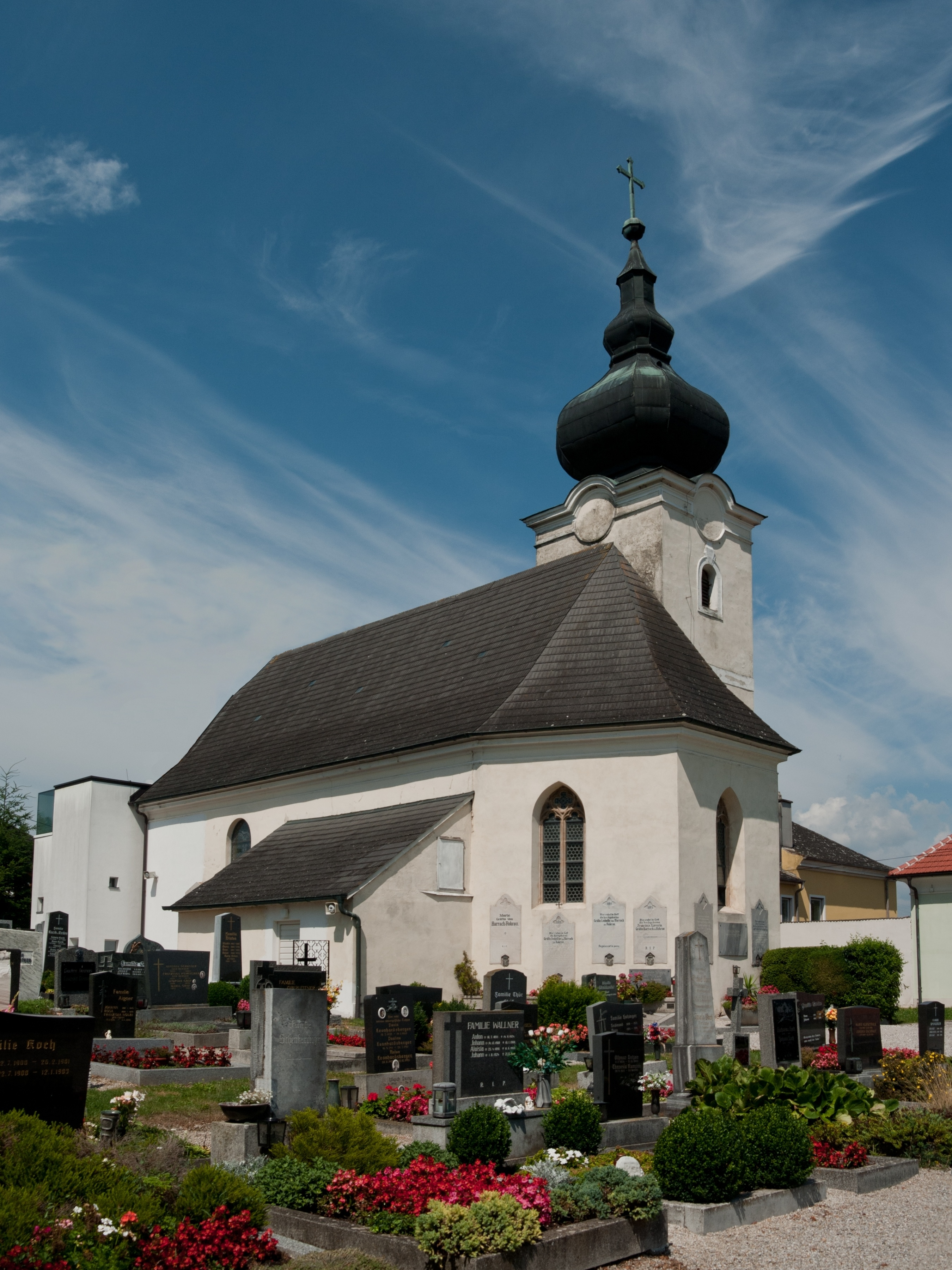
Katholische Pfarrkirche hl. Bartholomäus in Matzleinsdorf

Die Pfarrkirche Matzleinsdorf steht etwas erhöht und von der Straße zurückgesetzt im Süden von Matzleinsdorf in der Gemeinde Zelking-Matzleinsdorf im Bezirk Melk in Niederösterreich. Die dem Patrozinium hl. Bartholomäus unterstellte römisch-katholische Pfarrkirche gehört zum Dekanat Melk in der Diözese St. Pölten. Die Kirche und der Friedhof stehen unter Denkmalschutz (Listeneintrag).

## Geschichte
Urkundlich wurde 1337 eine Kirche genannt, 1350 ein Pfarrer. 1693 ging der Ort an das Stift Melk. 1783/1784 wurde die Pfarre wiederhergestellt.
Die verfallene Kirche wurde nach 1735/36 im Auftrag des Melker Abtes Berthold Dietmayr wieder aufgebaut, der wohl gotische Chor erhielt im Anfang des 17. Jahrhunderts ein neues Gewölbe. 1846 wurde der Turm und von 1893 bis 1903 das Kircheninnere umgestaltet. 1999/2000 erfolgte ein Erweiterungsbau nach den Plänen des Architekten Richard Zeitlhuber.

## Architektur
Das Kirchenäußere zeigt ein ungegliedertes Langhaus und einen Chor mit einem Dreiseitschluss mit zweibahnigen neugotischen Maßwerkfenstern, Langhaus und Chor unter einem Schopfwalmdach, im Westen steht eine Portalvorhalle aus dem 20. Jahrhundert. Nördlich am Chor steht ein massiver dreizonig gegliederter Turm mit Uhrengiebeln, er trägt eine neobarocke  Zwiebelhaube mit Laterne. Südseitig steht ein eingeschoßiger Sakristeianbau aus 1735/1736.
Das Kircheninnere zeigt sich im Langhaus unter einer weit gekehlten Flachdecke mit einer Orgelempore aus dem 19. Jahrhundert. Der eingezogene Triumphbogen ist korbbogig. Der einjochige Chor ist nordseitig eingezogen und hat einen konischen dreiseitigen Schluss, er hat zwei Kreuzrippengewölbe mit kleinen Schlusssteinen über Pilastern mit Kämpferplatten nachgotisch aus dem Anfang des 17. Jahrhunderts. Das neugotische Sakristeiportal zeigt das gemalte Wappen vom Stift Melk mit 1893.
Die ornamentale Glasmalerei entstand um 1900.

## Ausstattung

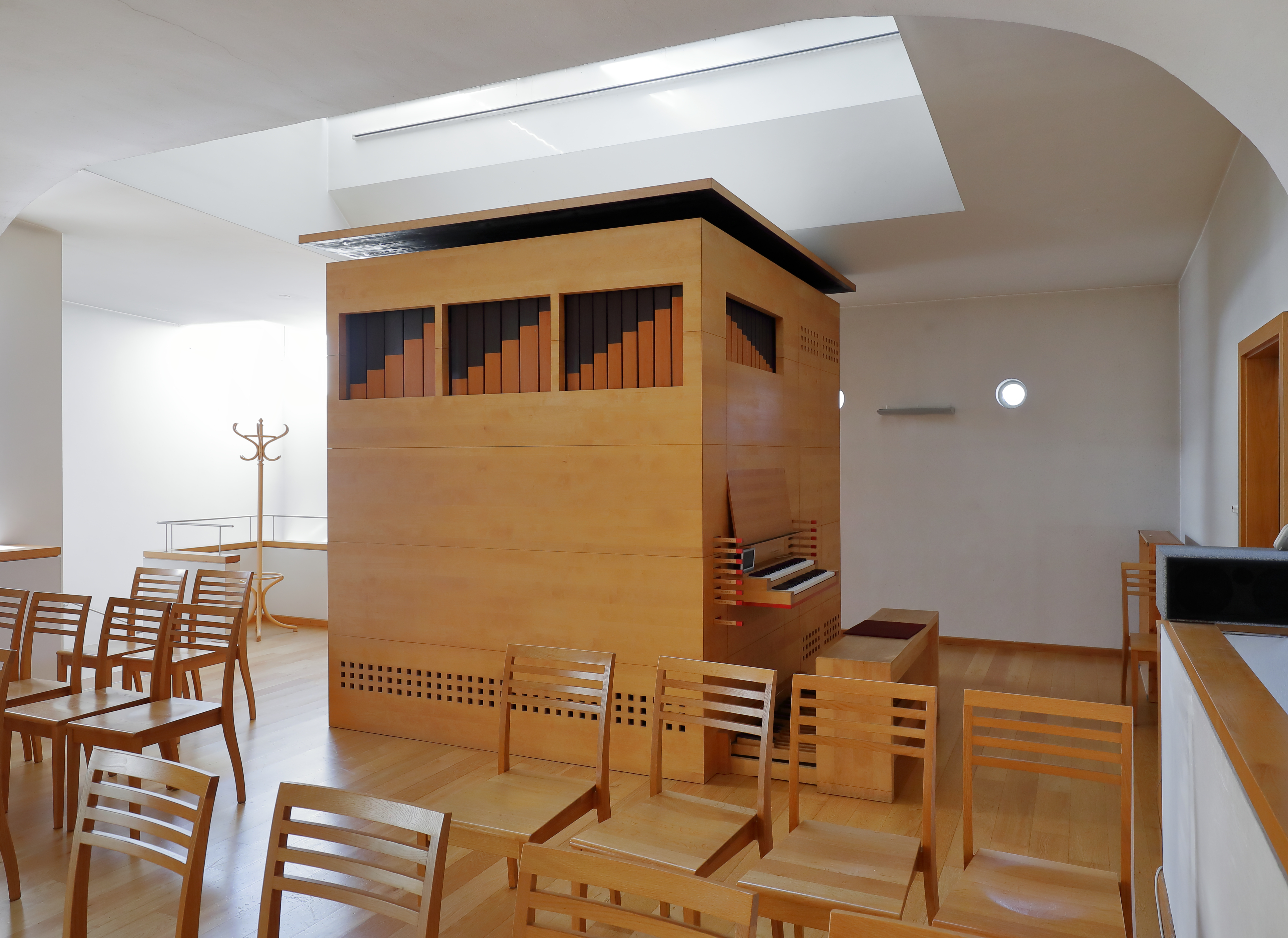
Neue Orgel in kubischer Form

Den schlichten neugotischen Schnitzaltar schuf der Bildhauer Franz Schmalzl 1903, die Statuen zeigen zentral die Heiligen Bartholomäus, Peter und Paul und oben mittig einen hl. Mönch und Benedikt und Florian.
Eine Orgel baute Ignaz Gatto der Jüngere 1788. Diese wurde 2006/07 durch eine neue von Orgelbau Pieringer ersetzt. Eine Glocke entstand 1466. Eine Glocke nennt Johann Georg Fielgrader 1788.

## Friedhof
Die Kirche steht in einem ummauerten Friedhof, teils ist noch mittelalterliches Bruchsteinmauerwerk erhalten. In einer Mauernische steht die Statuengruppe Kruzifix mit Maria und Johannes über einer Staffel mit Seelen im Fegefeuer um 1730/1740.